# عزة بهاء
عزة بهاء (22 نوفمبر 1968 -)، ممثلة مصرية.

## عن حياتها
هي ابنة الممثلة رجاء سراج، بدأت حياتها الفنية في نهاية ثمانينيات القرن العشرين من خلال الأدوار الصغيرة ولها العديد من الأعمال الأخرى واشتهرت من خلال أداء الأدوار الثانوية ومن أشهر أدوارها المسرحية دورها بمسرحية الواد سيد الشغال مع عادل إمام، وهي خريجة «المعهد العالي للفنون المسرحية».

## أعمالها

### من الأفلام
- دقات على بابي.
- قليل من الحب كثير من العنف.
- سوق النساء.
- يوم حار جدا.
- انتقام امرأة.

### من المسلسلات
- الآنسة كاف.
- مذكرات زوج.
- رحلة الأوهام.
- في بيتنا رجل.
- يا عزيزي كلنا لصوص.
- سر الغائب.
- هوانم جاردن سيتي - جزئين.
- الرجل الآخر.
- أوبرا عايدة.
- حارة المحروسة.
- لدواعي أمنية.
- الليل وآخره.
- عصفور تحت المطر.
- أمانة يا ليل.
- أصحاب المقام الرفيع.
- بطة وأخواتها.
- أحلام البنات.
- نور الصباح.
- صرخة أنثى.
- نعم مازلت آنسة.
- شطحات نسائية.
- أولاد عزام.
- البوابة الثانية.
- وعد مش مكتوب.
- بشرى سارة.
- صباح الخير يا جاري
- للحب فرصة أخيرة.
- مسلسل قلوب عطشي ( حكاية الشرقانة)
- الحفار
- الشريط الاحمر

### من المسرحيات
- الواد سيد الشغال (شاركت بعروض 1993).

## روابط خارجية
- عزة بهاء على موقع IMDb (الإنجليزية)
- عزة بهاء على موقع الدهليز
- عزة بهاء على موقع قاعدة بيانات الأفلام العربية